# Karl-Heinz Gottmann
Karl-Heinz Georg Wilhelm Friedrich Gottmann  (* 13. September 1919 in Berlin; † 15. Juli 2007 in Überlingen am Bodensee) war ein deutscher Arzt, exponierter europäischer Buddhist und seit 1982 der weltweite Ordensobere des Arya Maitreya Mandala.

## Leben
Karl-Heinz Gottmann wurde 1937 mit 18 Jahren Buddhist und Schüler von Martin Steinke. Nach Kriegsdienst und Heimkehr aus sowjetischer Kriegsgefangenschaft schloss er 1954 sein Studium der Medizin ab. Er promovierte an der Humboldt-Universität zu Berlin zum Doktor der Medizin.
In den 1960er Jahren wirkte er als Arzt in Indien. Dort wurde er zu einem persönlichen Schüler von Lama Anagarika Govinda, dessen 1933 gegründeten Orden Arya Maitreya Mandala er schon während seiner Berliner Studentenzeit beigetreten war. Nach seiner Zeit in Indien lebte er bis 1971  in Bad Sobernheim. Dort veranstaltete er im Kurhaus Dhonau seit 1965 gemeinsam mit seinem Sohn, dem Neurologen und Yogalehrer Armin Gottmann Kurse „in Hatha-Yoga und Meditationstechnik als Weg zur körperlichen Gesundheit und seelischen Harmonisierung.“
Danach  wirkte er als Arzt am Bodensee. In seinem Haus in Meersburg verkehrten Intellektuelle aus Asien und Europa, darunter Lama Anagarika Govinda und Nyanaponika sowie die Philosophen Jean Gebser und Volker Zotz. Ab 1970 gab Karl-Heinz Gottmann die 1952 gegründete Zeitschrift der Der Kreis heraus.

## Buddhistische Ordenslaufbahn
Anfang der sechziger Jahre fand Karl-Heinz Gottmann in Lama Anagarika Govinda einen Lehrer, der ihm ein „großer Mittler zwischen Ost und West“ wurde. Wieder zurück in Europa übernahm Karl-Heinz Gottmann 1965 auf Wunsch Lama Govindas als Nachfolger von Hans-Ulrich Rieker die Leitung des westeuropäischen Zweiges des Ordens Arya Maitreya Mandala. Zwar stellte der evangelische Theologe Michael Mildenberger 1974 fest, dass unter der Führung von Karl-Heinz Gottmann das Ordensleben des Arya Maitreya Mandala „eher zu erstarren scheint“, während einzelne Mitglieder persönliche Initiativen ergriffen und zum Teil erstaunliche Aktivitäten entfalten. Damit hätten diese sich „freilich immer weiter von der offiziellen Leitung und Line des Ordens entfernt.“ Im Orden selbst galt sein Wirken im westeuropäischen Zweig als vorbildlich, weshalb er 1982 zum direkten Nachfolger Lama Anagarika Govindas als Acharya, das heißt weltweiter Ordensmeister, wurde. Der Religionshistoriker Andrew Rawlinson sah in der Übergabe des Amtes von Lama Govinda an Karl-Heinz Gottmann ein experimentelles Abweichen vom Hauptstrom der tibetischen buddhistischen Tradition. Karl-Heinz Gottmann gab das Amt des Acharya 1999 an seinen Sohn Armin Gottmann weiter.
Karl-Heinz Gottmann war für seine Expertise in Fragen der Ikonografie des tantrischen Buddhismus geschätzt. Zu Karl-Heinz Gottmanns Schülern gehört der Kulturwissenschaftler Günther Däss.
Im Auftrag von Li Gotami Govinda gründete Gottmann 1989 die Lama und Li Gotami Govinda Stiftung, die er als Vorsitzender des Stiftungsrats bis 1999 leitete.

## Werke
- Untersuchungen zur kreislaufdynamischen Wirkung einer Atemtherapie. Berlin 1958.
- Einführung  in den Buddhismus. In: Edith Zundel, Bernd Fittkau (Hrsg.): Spirituelle Wege und Transpersonale Psychotherapie. Junfermannsche Verlagsbuchhandlung, Paderborn 1989, ISBN 3-87387-008-8, S. 81–98.
- Meditation im Vajrayâna. In: Marianne Wachs (Hrsg.): Form ist Leere – Leere Form 3. Buddhistischer Studienverlag. Berlin 2005, ISBN 3-937059-04-0.